# Claire Huangci
Claire Huangci, née le 22 mars 1990 à Rochester, New York (États-Unis), est une pianiste classique américaine.

## Jeunesse
Claire Huangci naît à Rochester (New York), de parents immigrants chinois, tous deux scientifiques. Claire commence à jouer du piano à l'âge de six ans. 
Jusqu'à ses onze ans, elle étudie avec la pianiste Ursula Ingolfsson-Fassbind à la Settlement Music School de Philadelphie. À huit ans, elle remporte une médaille d'or au Concours mondial de piano à Cincinnati. Elle est la plus jeune médaillée de la division pré-universitaire à se produire avec un orchestre lors du concert des lauréats de la division internationale.

## Éducation
Claire Huangci reçoit des bourses de l'Office allemand d'échanges universitaires et de la Deutsche Stiftung Musikleben pendant deux ans. Ayant terminé quatre années d'études au Curtis Institute of Music de 2003 à 2007, elle poursuit son éducation musicale en Allemagne à la Hochschule für Musik, au Theater und Medien Hannover avec le professeur Arie Vardi (en) de 2007 à 2016.

## Carrière
Claire Huangci remporte le premier prix du concours Europäischer Chopin Klavierwettbewerb à Darmstadt en 2009 et du prix Orpheum Music Prize à Zurich ; le premier et le prix spécial du Concours national Chopin 2010 à Miami, États-Unis, la participation à la finale du concours Reine Elisabeth 2010 et le deuxième prix du concours international de musique ARD 2011 en tant que plus jeune participant. En 2018, elle remporte le Concours Geza Anda à Zurich. 

### Orchestres et performances
Claire Huangci  joue en tant que soliste avec des orchestres renommés tels que le Philadelphia Orchestra, l'Indianapolis Symphony, le Stuttgart Radio Symphony Orchestra dirigé par Sir Roger Norrington, le Berlin Symphony Orchestra, le Mozarteum Orchestra Salzburg, le Vancouver Symphony, l'Orchestre de chambre de Munich, le China Philharmonic, l'Orchestre de Cannes, l'Orchestre symphonique de Saint-Pétersbourg, l'Orchestre symphonique de la Radio de Moscou, le Deutsche Streicherphilharmonie, le Brandenburgisches Staatsorchester Frankfurt et l'Orchestre symphonique de Santa Fe, ainsi que l'Orchestre symphonique d'État d'Istanbul. Elle s'est produite dans des salles telles que le Carnegie Hall, le Zürich Tonhalle, le Konzerthaus Berlin, le Gasteig Munich, le Gewandhaus Leipzig, la Salle Cortot à Paris, l'Oji Hall à Tokyo et le Symphony Hall à Osaka. En outre, elle est artiste invitée dans des festivals tels que le Kissinger Sommer, le Verbier, le Ravinia, le Festival Łódź Rubinstein, le Menuhin Festival Gstaad, le Mozartfest Würzburg et le Schwetzinger Festspiele.

## Discographie
Au printemps 2012, Claire Huangci enregistre pour la première fois des transcription pour piano des ballets de Tchaïkovski et de Prokofiev pour le label Berlin Classics. Elle sort son 3e album en 2015 avec des Sonates de Scarlatti. En 2018, elle publie son 4e album constitué des Préludes de Rachmaninov,.
- Tchaïkovski, Lac des cygnes, op. 66 et Casse-Noisette, op. 71 ; Danse de la fée dragée ; Dix pièces pour piano de Roméo et Juliette, op. 75 (3-5 mai 2012, Edel/Berlin Classics) (OCLC 964629241) — Transcriptions de Tchaïkovski de Mikhaïl Pletnev.
- Scarlatti, 39 sonates pour piano : K. 4, 6, 8, 13, 29, 31, 32, 35, 61, 76, 108, 124, 125, 135, 140, 144, 146, 175, 206, 208, 213, 260, 278, 284, 296, 322, 397, 427, 435, 443, 450, 454, 470, 476, 490, 491, 513, 518 et Sonate en sol mineur, K. deest (Ms. Montserrat) (14-18 juillet 2014, 2CD Berlin Classics) (OCLC 910541557)
- Chopin, Nocturnes A Chopin Diary – Tristan Cornut, violoncelle (27-30 août 2016, 2 CD Berlin Classics) (OCLC 1014191881)
- Paderewski, Concerto pour piano, op. 17 et Chopin, Concerto no 1 – Deutsche Radio Philharmonie, dir. Shiyeon Sung (23-27 janvier/25 juin 2018, Berlin Classics) (OCLC 1262136421)
- Rachmaninov, Préludes, op. 23 et 32 (18-20 mars 2018, Berlin Classics) (OCLC 1096210317)
- Pastorale (2021)
- Bach: Toccatas (2021, Berlin Classics) 0302016BC[13]